# Hyunmoo-3
El Hyunmoo-3 es un misil de crucero desplegado por el ejército de Corea del Sur diseñado por la Agencia para el Desarrollo de la Defensa (ADD). El nombre Hyunmoo (coreano: 현무 ) proviene de una bestia mítica descrita como el "Guardián del Cielo del Norte", quizás insinuando a Corea del Norte.

## Diseño y desarrollo
Como signatario del Régimen de control de tecnología de misiles, Corea del Sur acepta abstenerse de importar un misil balístico no autóctono con una ojiva de más de 500 kg o un alcance de más de 300 km. Además, un acuerdo bilateral entre la República de Corea y Estados Unidos limita los misiles producidos en Corea del Sur a no más de 500 millas (800 km) de alcance, y las ojivas no mayores a 1.100 libras (500 kg). (En septiembre de 2017, los presidentes de la República de Corea y de Estados Unidos acordaron "en principio" levantar estos límites bilaterales, aumentando la posibilidad de un Hyunmoo-4 más potente y de mayor alcance en el futuro).
Por lo tanto, el gobierno de Corea del Sur puso gran énfasis en el desarrollo de misiles de crucero de largo alcance. Con la introducción del Hyunmoo-3, el Ejército de la República de Corea creó el Comando de Misiles para gestionar eficientemente estos misiles.
A pesar del nombre, el Hyunmoo-3 no se parece en nada al anterior Hyunmoo SSM, que eran versiones mejoradas de los misiles tierra-aire Nike Hercules que se convirtieron en misiles balísticos tierra-tierra de alta velocidad y corto alcance en respuesta a Las amenazas de misiles Scud-B y Nodong-1 de Corea del Norte. En cambio, los diseños del nuevo misil son sorprendentemente similares al misil de crucero BGM-109 Tomahawk de los Estados Unidos. Está propulsado por un motor turbofan y tiene una carga útil máxima de 500 kilogramos (1100 libras) de explosivo convencional. Los sistemas de guía constan de un sistema de guía inercial y un sistema de posicionamiento global.

## Variantes
Hyunmoo-3A, que fue apodado "Águila-1" (독수리-1) durante las pruebas, tiene un alcance de 500 km, mientras que Hyunmoo-3B, apodado "Águila-2" (독수리-2) Cheonryong (천룡 순항 미사일), tiene un alcance de 1.000 kilómetros (620 millas). Hyunmoo-3C, o "Águila-3" (독수리-3), será capaz de alcanzar su objetivo a una distancia de hasta 1.500 km (930 millas). Esta es una mejora significativa con respecto al Hyunmoo I, que tenía un alcance de 180 km (110 millas) y al Hyunmoo-2A, que solo tiene un alcance de 300 km (190 millas), los cuales eran misiles balísticos y no de crucero.
Los destructores de clase Sejong el Grande y los submarinos de clase KSS-III estarán equipados con estos misiles de crucero Chonryong lanzados desde submarinos dentro de sus células K-VLS.
Existe un Misil de crucero lanzado desde el aire Hyunmoo-3B con un alcance de más de 500 km (310 millas) y se llama Boramae.
Un misil de crucero lanzado desde submarinos llamado Haeseong III está diseñado para ser lanzado bajo el agua desde submarinos.v En realidad, es la designación del misil de crucero Hyunmoo-3 cuando se lanza desde un submarino y no está relacionada con el diseño del misil SSM-700K Haeseong.